# Procedura Benjaminiego-Hochberga
Procedura Benjaminiego-Hochberga, procedura LSU (ang. Benjamini–Hochberg procedure, BH step-up procedure, linear step-up) – procedura statystyczna służąca kontroli współczynnika fałszywych odkryć na odpowiednim poziomie podczas wykonywania porównań wielokrotnych. Została stworzona przez dwóch izraelskich statystyków: Jo’awa Benjaminiego oraz Josefa Hochberga (którzy byli też twórcami współczynnika fałszywych odkryć).
Procedury Benjaminiego-Hochberga nie należy mylić z procedurą Hochberga. Ta ostatnia metoda służy kontrolowaniu FWER, a nie współczynnika fałszywych odkryć.